# District de Lishi
Pour les articles homonymes, voir Lishi.
Le district de Lishi (离石区 ; pinyin : Líshí Qū) est une subdivision administrative de la province du Shanxi en Chine. Il est placé sous la juridiction de la ville-préfecture de Lüliang.